# Verwaltungsgemeinschaft Mittlere Uchte
In der Verwaltungsgemeinschaft Mittlere Uchte waren die Gemeinden Baben, Bertkow, Eichstedt, Groß Schwechten, Goldbeck, Iden, Klein Schwechten, Lindtorf, Rochau und Walsleben im sachsen-anhaltischen Landkreis Stendal zusammengeschlossen. Am 1. Januar 2005 wurde sie durch Zusammenlegung mit der Verwaltungsgemeinschaft Arneburg-Krusemark zur neuen Verwaltungsgemeinschaft Arneburg-Goldbeck zusammengelegt.